# Alexander Bergmann (Snowboarder)
Alexander Bergmann (* 16. Mai 1987 in Ravensburg) ist ein ehemaliger deutscher Snowboarder.

## Werdegang
Bergmann nahm von 2004 bis 2018 am Europacup und am Snowboard-Weltcup teil. Sein erstes Weltcuprennen fuhr er im Dezember 2006 in San Vigilio di Marebbe, welches er auf dem 48. Platz im Parallel-Riesenslalom beendete. Seine ersten Weltcuppunkte holte er im Januar 2007 in Nendaz mit dem 36. Platz im Parallelslalom. Bei den Juniorenweltmeisterschaften 2007 in Bad Gastein gewann er Gold im Parallel-Riesenslalom. Er belegt im Weltcup vorwiegend Platzierungen im Mittelfeld. Im Januar 2013 erreichte er in Bad Gastein mit dem zehnten Platz im Parallelslalom seine erste Top-Zehn-Platzierung im Weltcup. Bei seiner ersten Weltmeisterschaftsteilnahme 2013 in Stoneham kam er auf den 35. Platz im Parallelslalom und auf den 21. Rang im Parallel-Riesenslalom. Im Januar 2014 holte er in Bad Gastein im Parallelslalom seinen ersten Weltcupsieg. Bei den Olympischen Winterspielen 2014 in Sotschi erreichte er den 24. Platz im Parallelslalom und den 13. Rang im Parallel-Riesenslalom. Bei den Snowboard-Weltmeisterschaften 2015 am Kreischberg belegte er im Parallel-Riesenslalom und im Parallelslalom jeweils den 19. Platz. Im März 2017 gelang ihn bei den Weltmeisterschaften in Sierra Nevada der 14. Platz im Parallel-Riesenslalom. Bei den Olympischen Winterspielen 2018 in Pyeongchang errang er den 31. Platz im Parallel-Riesenslalom.
Bergmann nahm an 88 Weltcups teil und kam dabei neunmal unter die ersten Zehn.

## Teilnahmen an Weltmeisterschaften und Olympischen Winterspielen

### Olympische Winterspiele
- 2014 Sotschi: 13. Platz Parallel-Riesenslalom, 24. Platz Parallelslalom
- 2018 Pyeongchang: 31. Platz Parallel-Riesenslalom

### Snowboard-Weltmeisterschaften
- 2013 Stoneham: 21. Platz Parallel-Riesenslalom, 35. Platz Parallelslalom
- 2015 Kreischberg: 19. Platz Parallel-Riesenslalom, 19. Platz Parallelslalom
- 2017 Sierra Nevada: 14. Platz Parallel-Riesenslalom

## Platzierungen im Weltcup

### Weltcupsiege im Einzel
| Nr. | Datum           | Ort         | Disziplin      |
| --- | --------------- | ----------- | -------------- |
| 1.  | 10. Januar 2014 | Bad Gastein | Parallelslalom |

### Weltcup-Gesamtplatzierungen
| Saison  | Parallel | Parallel | Parallel-Riesenslalom | Parallel-Riesenslalom | Parallelslalom | Parallelslalom |
| Saison  | Punkte   | Platz    | Punkte                | Platz                 | Punkte         | Platz          |
| ------- | -------- | -------- | --------------------- | --------------------- | -------------- | -------------- |
| 2006/07 | 20       | 73.      | -                     | -                     | -              | -              |
| 2007/08 | 218      | 49.      | -                     | -                     | -              | -              |
| 2008/09 | 37       | 63.      | -                     | -                     | -              | -              |
| 2009/10 | 19       | 79.      | -                     | -                     | -              | -              |
| 2010/11 | 210      | 42.      | -                     | -                     | -              | -              |
| 2011/12 | 1052     | 25.      | -                     | -                     | -              | -              |
| 2012/13 | 735      | 26.      | 94                    | 46.                   | 660            | 12.            |
| 2013/14 | 1427     | 11.      | 410                   | 21.                   | 1017           | 8.             |
| 2014/15 | 2010     | 12.      | 1370                  | 5.                    | 640            | 20.            |
| 2015/16 | 891      | 18.      | 331                   | 22.                   | 560            | 16.            |
| 2016/17 | 982      | 24.      | 312                   | 35.                   | 670            | 16.            |
| 2017/18 | 962,9    | 31.      | 565,6                 | 35.                   | 397,3          | 20.            |